# Province ignée transcandinave

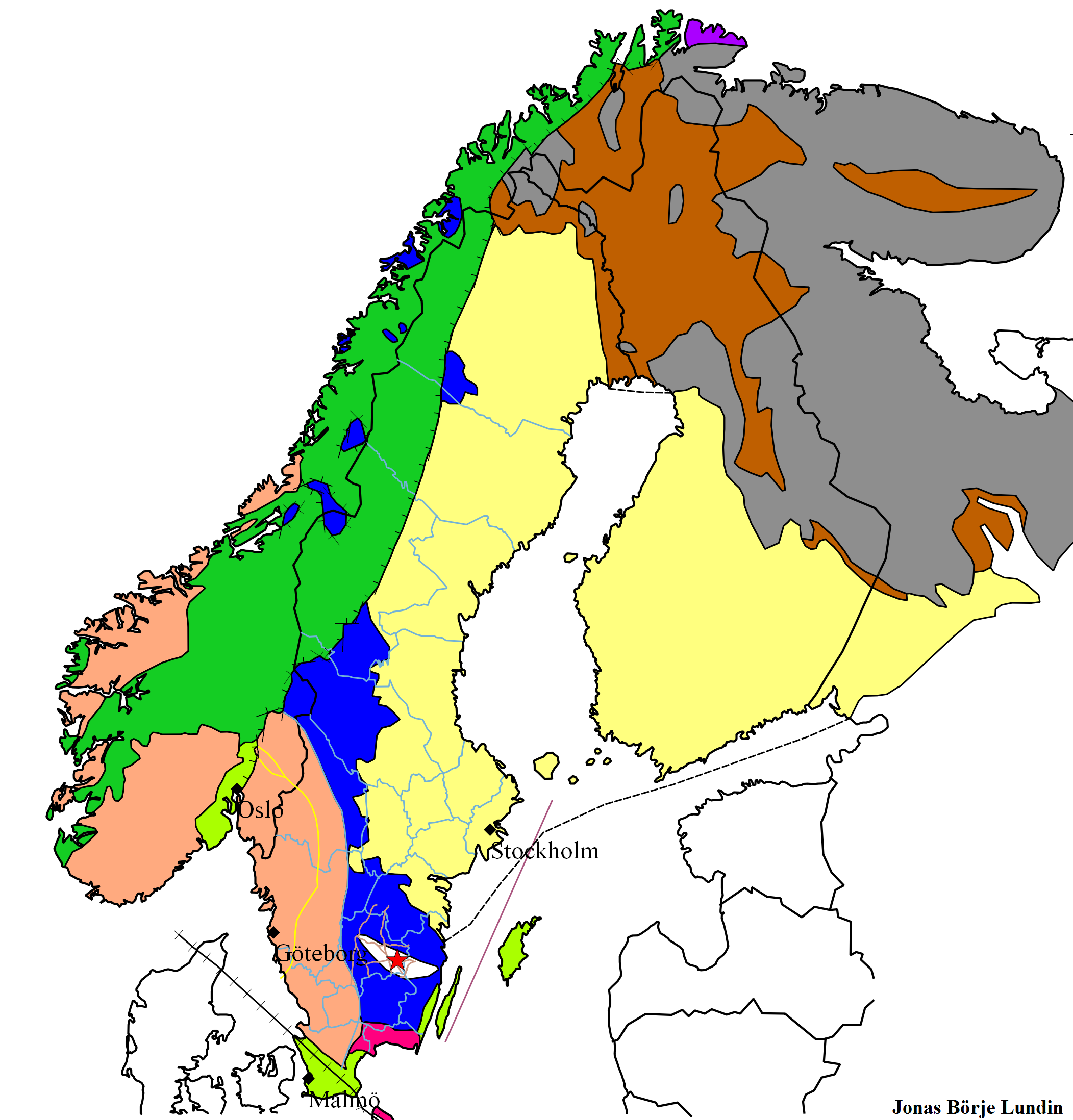
Carte des grandes provinces géologiques de Scandinavie, avec la province ignée transcandinave en bleu.

La province ignée transcandinave ou ceinture ignée transscandinave est une province géologique du bouclier scandinave formant une longue bande de batholites allant du Blekinge dans le sud de la Suède jusqu'aux îles Lofoten en Norvège. Cette vaste province est souvent subdivisée en quatre groupes principaux: la province de Småland-Värmland au sud et à l'ouest, la province de Dalécarlie, le batholithe de Rätan au centre et les granites de Revsund au nord. Les roches sont principalement des granites et monzonites, mais des roches mafiques existent aussi dans plusieurs zones. L'âge de ce domaine varie de 1,85 à 1,65 Ga, les roches les plus anciennes étant souvent en contact avec les roches svécofenniennes. Ces roches se sont formées dans un contexte d'arc continental similaire à la ceinture andine.